# Bonnie (personaje)
Bonnie, también apodado como Bonnie the Bunny, es un personaje ficticio creado por Scott Cawthon que actúa como uno de los antagonistas principales en la franquicia de videojuegos Five Nights at Freddy's. Es un robot animatrónico con la apariencia de un conejo el cual está poseído por un niño (Jeremy) asesinado por William Afton.
Su voz es interpretada por Jade-Kindar Martin en Five Nights at Freddy's.

## Apariencia
Bonnie es un animatrónico que se asemeja a un conejo de color añil con ojos magenta, porta una pajarita roja y una guitarra eléctrica del mismo color, carece de cejas al contrario del resto de animatrónicos y cuenta con orejas articuladas que pueden moverse hacia adelante y atrás.

## Historia dentro de los Videojuegos

### Antes de Five Nights at Freddy's 2
Bonnie es creado junto a sus otros compañeros (Freddy Fazbear, Chica y Foxy) para servir como atracción principal en una pizzería animatrónica, cuyo nombre aún se desconoce (se cree que fue el primer Freddy Fazbear's Pizza). Sin embargo, ocurre un "terrible evento" y el lugar es cerrado, dejando a los robots inoperantes durante años.

### El Incidente de los Niños Desaparecidos
El Miércoles 26 de junio de 1985, cinco niños (Gabriel, Susie, Jeremy, Fritz y Cassidy) fueron atraídos y asesinados por un individuo que vestía el traje de uno de los personajes.
Entonces, el animatrónico conocido como Puppet, que estaba poseído por el alma de una niña Charlotte Emily (asesinada por el mismo ignoto), les da a estas víctimas una segunda oportunidad al introducir sus almas en los animatrónicos Freddy Fazbear, Bonnie, Chica, Foxy y Golden Freddy, para que todos juntos puedan vengarse de su asesino.
Cabe aclarar que no se tiene muy en claro en cual encarnación de la pizzería ocurrió este evento, aunque lo más probable es que fuera en el primer Freddy Fazbear's Pizza Place.

### Five Nights at Freddy's 2
En 1987, Fazbear Entertainment decide abrir un nuevo y mejorado Freddy Fazbear's Pizza. Al principio, planean reutilizar los antiguos animatrónicos y comenzar a instalar el nuevo sistema de reconocimiento facial que querían usar en ellos. Sin embargo, estos viejos modelos habían quedado desgastados y desprendían un olor desagradable después de tantos años de abandono (y porque en algún momento, dentro de ellos se encontraban cadáveres de niños), y su apariencia era considerada aterradora para un público infantil. Por lo tanto abandonaron el proyecto y decidieron crear nuevos modelos; animatrónicos Toy, que poseen tal reconocimiento facial, movilidad avanzada y la capacidad de caminar libremente durante el día. Bonnie y el resto de los modelos antiguos fueron dejados en la sala de Parts/Service como repuestos para los nuevos personajes.
Sin embargo, tanto los animatrónicos Toy como los antiguos comienzan a vagar por la pizzería por la noche, dirigiéndose a la Oficina y tratando de atrapar al guardia nocturno para luego meterlo en un traje de Freddy Fazbear, debido a que supuestamente lo confundían con un endoesqueleto de metal, y está contra las reglas para que uno carezca de traje.
Después de varias semanas, el lugar cierra por el mal funcionamiento de los animatrónicos Toy, quienes actuaban de manera agresiva hacia el personal y los adultos en general, sumado a un incidente relacionado con la desaparición de un traje amarillo. El CEO de Fazbear Entertainment promete que reabrirán con un presupuesto más económico y que reutilizarán los modelos antiguos, ya que los Toys fueron destruidos.

### Five Nights at Freddy's
Tal como fue prometido, Freddy Fazbear's Pizza reabre sus puertas nuevamente con un presupuesto relativamente más bajo y un local más pequeño. Los animatrónicos son remodelados con una nueva apariencia y endoesqueleto, y son colocados como la atracción principal del restaurante.
No hay muchos datos que indiquen la recepción que tuvo la pizzería en sus primeros momentos de apertura, pero su reputación comienza a decaer cuando los padres comienzan a reportar la presencia de sangre y mocos en los animatrónicos, además de un horrible olor que provenía de comparándolos como "cadáveres reanimados".
Bonnie y los otros personajes no tienen permitido deambular durante el día, pero pueden hacerlo de noche para que sus servomotores no se bloqueen. Sin embargo, su comportamiento inusual y "paranormal" preocupa a la compañía, y contratan guardias nocturnos para vigilarlos. Muchos de estos guardias terminan siendo brutalmente asesinados cuando son metidos en trajes de Freddy Fazbear, debido a que los animatrónicos aparentemente continúan confundiéndolos con endoesqueletos desnudos.
Debido a las denuncias, el departamento de salud termina por clausurar el lugar, bloqueando y dejando el edificio abandonado con sus animatrónicos aún adentro.

### Five Nights at Freddy's 3
Tras el cierre de Freddy Fazbear's Pizza, el asesino y culpable del incidente de los niños desaparecidos ingresa al recinto abandonado con el objetivo de destruir los animatrónicos. Para ello, los atrae a una habitación oculta que no aparece en su base de datos, y una vez que están desorientados, los desmantela cada uno, siendo Bonnie el segundo de ellos.
Sin embargo, destruirlos hace que las almas en el interior se liberen y acorralen a su asesino en la habitación oculta, que estaba escondiendo uno de los trajes híbridos: Spring Bonnie. Tratando de esconderse y salvarse, el asesino llamado usa el traje para engañarlos. Pero su inestabilidad hace que los "spring-locks" se aflojen y las partes mecánicas que son comprimidas comiencen a aplastar brutalmente el cuerpo de William. Al ver que su asesino había sufrido el mismo destino que ellos, las almas de los niños finalmente encuentran la paz.
Los restos de Bonnie y los demás animatrónicos serían encontrados por los propietarios de Fazbear's Fright: The Horror Attraction 30 años después, para servir como decoración para la nueva atracción.

## Apariciones

### Videojuegos
- Five Nights at Freddy's
- Five Nights at Freddy's 2
- Five Nights at Freddy's 3
- Freddy Fazbear's Pizzeria Simulator
- Ultimate Custom Night
- Five Nights at Freddy's VR: Help Wanted
- Five Nights at Freddy's AR: Special Delivery
- Freddy in Space 2
- Five Nights at Freddy's: Security Breach
- Freddy in Space 3: Chica in Space
- Five Nights at Freddy's: Help Wanted 2
- Five Nights at Freddy's: Into the Pit

### Novelas
- Five Nights at Freddy's: The Silver Eyes

- Five Nights at Freddy's: The Twisted Ones
- Five Nights at Freddy's: The Freddy Files
- Five Nights at Freddy's: Survival Logbook
- Five Nights at Freddy's: Fazbear Frights #1: Into the Pit
- Five Nights at Freddy's: Fazbear Frights #2: Fetch
- Five Nights at Freddy's: Fazbear Frights #3: 1:35 A.M.
- Five Nights at Freddy's: Fazbear Frights #8: Gumdrop Angel
- Five Nights at Freddy's: Fazbear Frights #9: The Puppet Carver
- Five Nights at Freddy's: Fazbear Frights #10: Friendly Face
- Fazbear Frights: Graphic Novel Collection #1

### Películas
- Five Nights at Freddy's